# Carl Olof Bartels

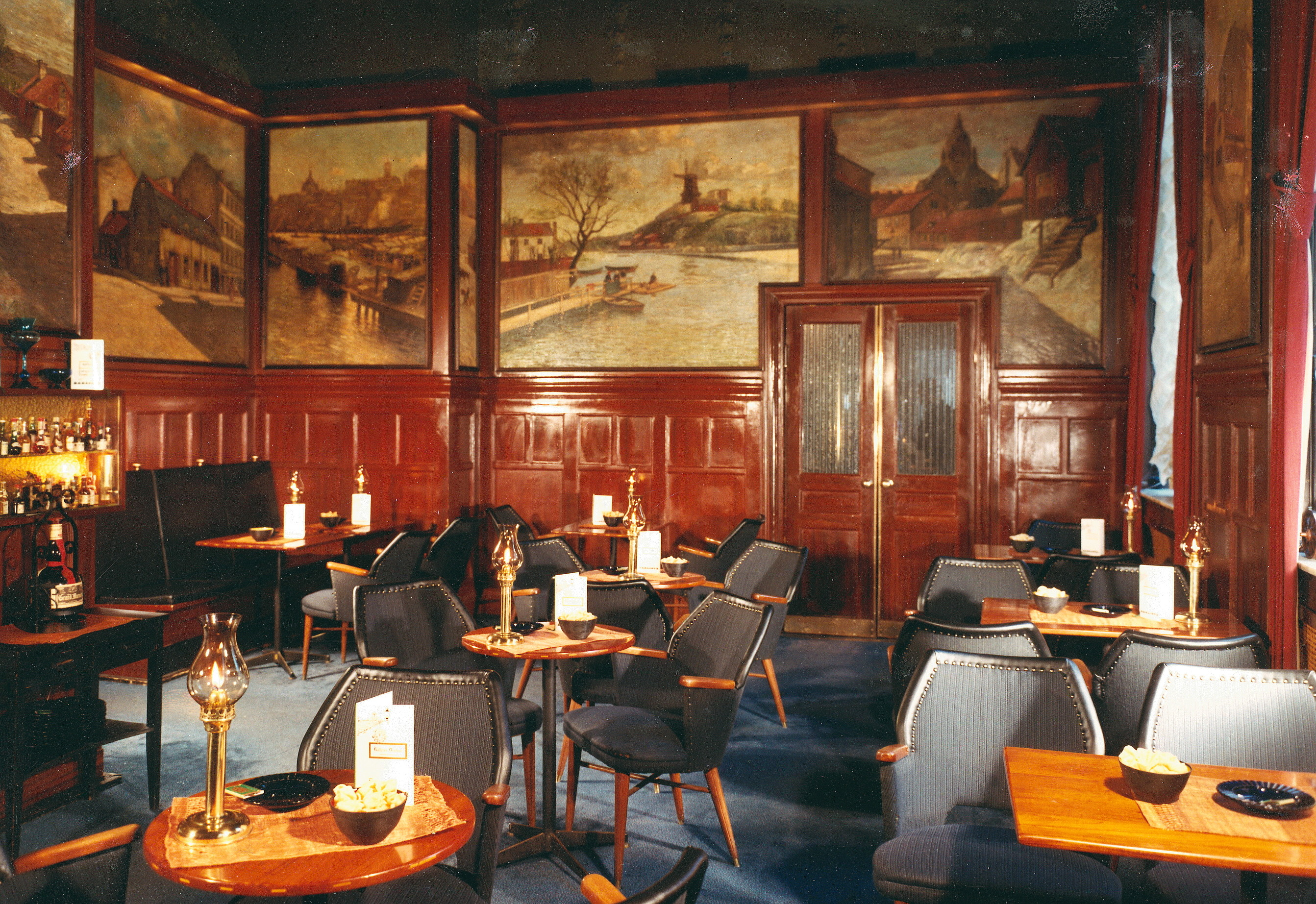
Väggutsmyckningar med Stockholmsmotiv i Källaren Drufvans bardel utfördes av Bartels 1911. Foto: 1967.

Carl Olof Bartels född 18 november 1869 i Stockholm, död 15 mars 1958, var en svensk porträttmålare och tecknare. 
Han var son till köpmannen Carl Didrik Bartels och Olivia Åstrand samt från 1902 gift med sångerskan Anna Fernquist. Bartels började 1885 som lärling till dekorationsmålaren Carl Grabow samtidigt som han studerade vid Tekniska skolan i Stockholm. Åren 1891–1893 studerade han i Berlin och därefter vid Kunstgewerbeschule i München. Han utförde dekorationsmålningar i Zürich samt Luzern och var under en period anställd vid nationalteatern i Bukarest som teaterdekoratör. På återresan till Sverige stannade han ett år i Paris där han studerade på Académie Colarossi. Bland hans offentliga arbeten märks dekorationsmålningen i Västgöta nationshus i Uppsala samt porträtten av Bror Emil Hildebrand och Hans Hildebrand för vetenskapsakademien i Stockholm. Har också gjort omslag till indianböcker.